# Klaus Bernhard
Klaus Bernhard (* 1967 in Linz) ist ein österreichischer Amateurastronom, Entdecker von veränderlichen Sternen und Chemiker.
Er hat von 1985 bis 1992 an der Johannes Kepler Universität in Linz studiert und seinen Doktor in Chemie gemacht.
Bernhard entdeckte von Linz aus zwischen 1997 und 2004 mit eigenem Fernrohr 150 veränderliche Sterne. Es gelang ihm, 86 neue chemisch pekuliäre Veränderliche zu entdecken, die dann gemeinsam mit Studenten rund um Ernst Paunzen in Brünn aufgearbeitet wurden.
Er gehörte zu den 27 Astronomen, die in internationaler Zusammenarbeit im Jahr 2016 einen weißen Zwergpulsar entdeckten. Dies gelang unter anderem durch Messungen mit dem Very Large Telescope der Europäischen Südsternwarte in Chile und dem Hubble-Weltraumteleskop. Im Jahr 2005 entdeckte Bernhard außerdem eine Zwergnova vom Typ U Geminorum.
Die Erstentdeckung des Weiße Zwerg Pulsars: „AR Scorpii“ (2016) gehört zu einer seiner größten Entdeckungen.
Bis zum Jahr 2023 wurden zwei Planetensysteme in Anerkennung seiner Arbeiten als Bernhard 1 und Bernhard 2 nach ihm benannt. In Summe hat er in internationaler Zusammenarbeit bis Stand Mai 2023 um die 2000 neue veränderliche Sterne gefunden und charakterisiert, die in über 200 wissenschaftlichen Veröffentlichungen publiziert wurden.
Bernhard ist zudem auf der Kepler Sternwarte Linz bei Sternführungen tätig und ist sehr aktiv im Data Mining von neuen veränderlichen Sternen.

## Veröffentlichungen
- Diplomarbeit: Herstellung bleidotierter Bismut- , Calcium- , Strontium- , Kupferoxid Hochtemperatursupraleiter mittels Kofällung, 1989[13]
- Dissertation: Herstellung bleidotierter Bismut-Calcium-Strontium-Kupferoxid und Thallium-Calcium-Barium-Kupferoxid Hochtemperatursupraleiter mittels Kofällung aus konzentrierter Essigsäure, 1991[14]
- Google Scholar